# 阿巴斯·汗
阿巴斯·汗（英語：Arbaaz Khan，1967年8月4日—），印度男演员、电影製作人和导演。他主要出現在寶萊塢電影。
阿巴斯·汗自1996年开始在電影中演繹不少配角角色。2010年，他起用自己的哥哥薩爾曼·汗拍摄了《寶萊塢之爆裂警官》系列電影。該系列大受欢迎，票房也大卖。

## 外部連結
- 阿巴斯·汗在互联网电影资料库（IMDb）上的資料（英文）